# Dealu Perjului, Bacău
Dealu Perjului este un sat în comuna Oncești din județul Bacău, Moldova, România.

## Persoane notabile locale
Actrița Maria Ploae este originară din Dealul Perjului.